# Georges Bruguier
Pour les articles homonymes, voir Bruguier.
Georges Bruguier est un homme politique, résistant et journaliste français né le 16 mars 1884 à Nîmes et mort le 20 août 1962 à Carcassonne.

## Biographie
Fils de Victorien Bruguier, pionnier du socialisme dans le Gard, Georges Bruguier fait ses études au lycée de Nîmes, puis à la faculté de droit de Montpellier et devient journaliste. Il collabore également à La Dépêche de Toulouse et collabore à l'hebdomadaire satirique Le Cri de Nîmes.
Il s'engage pendant la Première Guerre mondiale et passe tout le conflit au front.
Comme son père, Georges Bruguier, dans un premier temps n'adhère pas à un parti. Cela ne l'empêche pas d'être candidat (malheureux) aux élections législatives de 1919 et 1924, sur deux listes communes SFIO-Parti radical, puis d'être élu sénateur en mai 1924 et conseiller municipal de Nîmes l'année suivante. Il est constamment réélu jusqu'en 1940 et adhère à la SFIO dans les années 1930.

Le 10 juillet 1940, il fait partie des quatre-vingts parlementaires qui votent contre les pleins pouvoirs à Philippe Pétain. À la suite de ce vote, il est révoqué de tous ses mandats par le régime de Vichy et interné au camp de Saint-Paul-d'Eyjeaux, en Haute-Vienne, où il passe toute la Seconde Guerre mondiale.

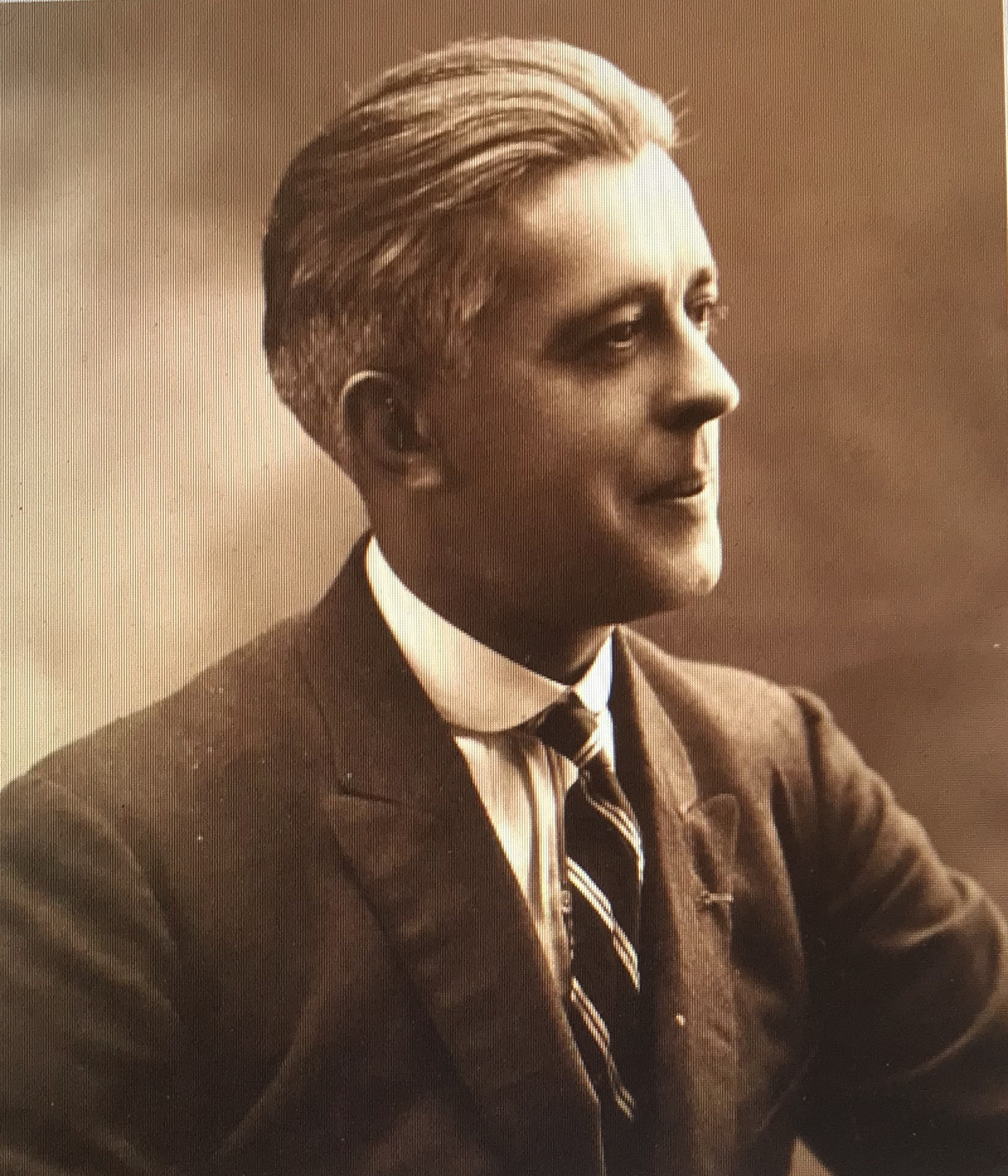
Portrait.

Il retrouve ses fonctions à la Libération, et est nommé président de la délégation spéciale de Nîmes le 5 janvier 1945. Le 13 mai, il est remplacé par Léon Vergnole, maire élu ; il se retire alors à Carcassonne. Il n'exerce plus dès lors, en politique, qu'un mandat de conseiller municipal de cette ville, de 1959 à son décès.
Son nom a été donné à une rue et à un groupe scolaire de Nîmes.
Il repose au cimetière de la Cité de Carcassonne.
Il est le père du résistant Michel Bruguier.

## Détail des mandats
- Sénateur du Gard de 1924 à 1940
- Conseiller général du canton de Sauve de 1945 à 1951
- Président du conseil général du Gard de 1945 à 1951
- Président de la délégation spéciale de Nîmes en 1945
- Conseiller municipal de Nîmes de 1925 à 1940 et de 1959 à 1962